# Aethiothemis discrepans
Aethiothemis discrepans är en trollsländeart som beskrevs av Maurits Anne Lieftinck 1969. Aethiothemis discrepans ingår i släktet Aethiothemis och familjen segeltrollsländor. Inga underarter finns listade i Catalogue of Life.